# Вестон (Мен)
Вестон (англ. Weston) — місто (англ. town) в США, в окрузі Арустук штату Мен. Населення — 245 осіб (2020).

## Демографія
Згідно з переписом 2010 року, у місті мешкало 228 осіб у 112 домогосподарствах у складі 68 родин. Було 369 помешкань
Расовий склад населення:
| - 95,2 % — білих - 0,9 % — корінних американців - 0,9 % — азіатів - 0,4 % — чорних або афроамериканців |

До двох чи більше рас належало 2,6 %. Частка іспаномовних становила 1,8 % від усіх жителів.
За віковим діапазоном населення розподілялося таким чином: 12,3 % — особи молодші 18 років, 61,8 % — особи у віці 18—64 років, 25,9 % — особи у віці 65 років та старші. Медіана віку мешканця становила 51,6 року. На 100 осіб жіночої статі у місті припадало 119,2 чоловіків;  на 100 жінок у віці від 18 років та старших — 110,5 чоловіків також старших 18 років.
Середній дохід на одне домашнє господарство  становив 32 580 доларів США (медіана — 24 167), а середній дохід на одну сім'ю — 44 896 доларів (медіана — 52 500). За межею бідності перебувало 6,9 % осіб, у тому числі 0,0 % дітей у віці до 18 років та 3,2 % осіб у віці 65 років та старших.
Цивільне працевлаштоване населення становило 26 осіб. Основні галузі зайнятості: будівництво — 23,1 %, транспорт — 15,4 %, освіта, охорона здоров'я та соціальна допомога — 15,4 %.